# Moenkhausia miangi
Moenkhausia miangi är en fiskart som beskrevs av Steindachner, 1915. Moenkhausia miangi ingår i släktet Moenkhausia och familjen Characidae. Inga underarter finns listade i Catalogue of Life.